# Fieder-Zahnwurz
Die Fieder-Zahnwurz (Cardamine heptaphylla), auch Fieder-Schaumkraut oder Fiederblättrige Zahnwurz genannt, ist eine Pflanzenart aus der Gattung der Schaumkräuter (Cardamine) innerhalb der Familie der Kreuzblütengewächse (Brassicaceae).

## Beschreibung

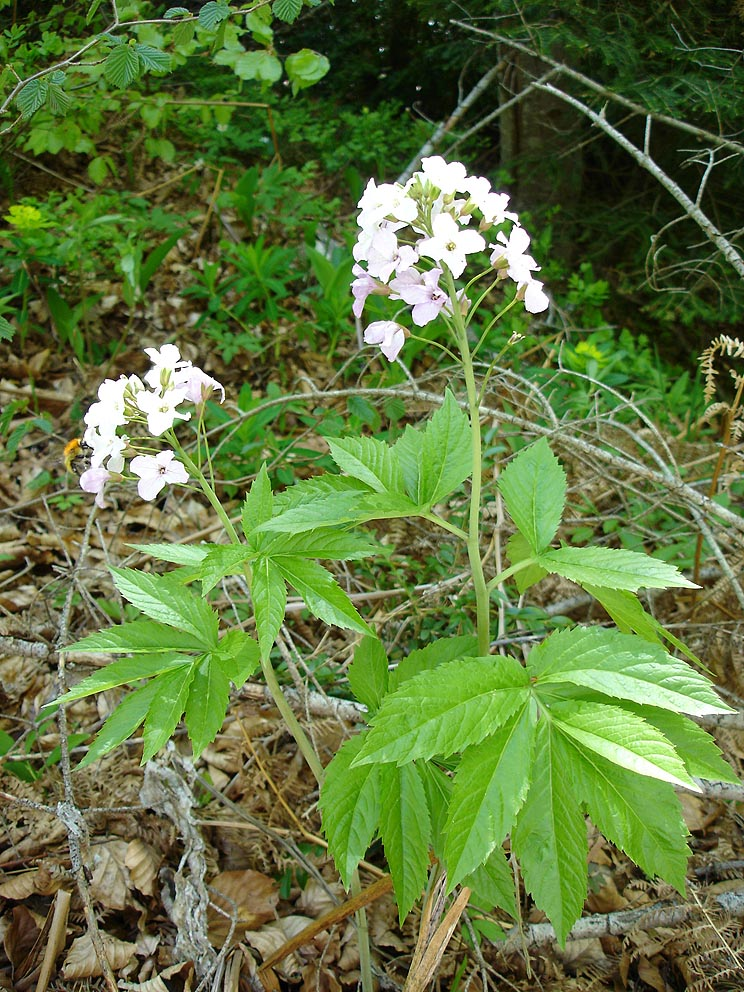
Habitus, Laubblätter und Blütenstände

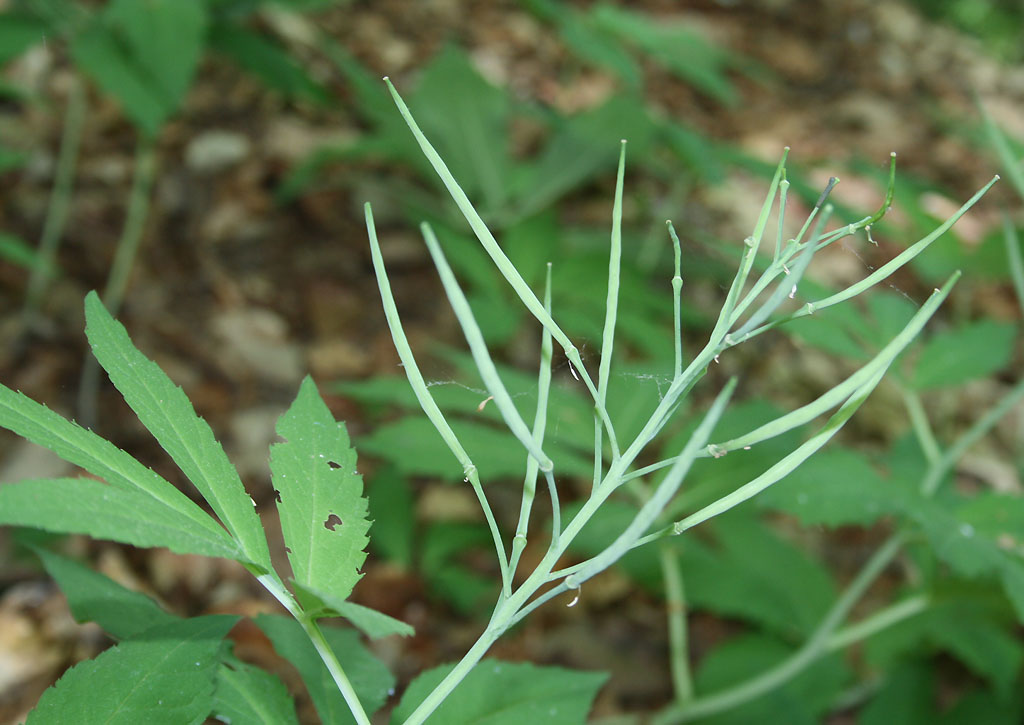
Fruchtstand mit Schoten

Illustration

### Vegetative Merkmale
Die Fieder-Zahnwurz ist eine sommergrüne, ausdauernde krautige Pflanze, die Wuchshöhen von 30 bis 65 (25 bis 70) Zentimetern erreicht. Als Überdauerungsorgan wird ein waagerecht kriechendes Rhizom gebildet, das kahl ist und einen Durchmesser von 4 bis 10 Millimeter und bei einer Länge von 1 bis 2 Millimetern relativ kurze sowie 4 bis 7 Millimeter breite Niederblätter aufweist. Der einfache, kahle Stängel besitzt erst ab der Mitte seiner Länge Laubblätter.
Die zwei bis drei, selten bis zu vier wechselständig angeordneten Stängelblätter sind in Blattstiel und -spreite gegliedert. Die Blattspreite ist unpaarig gefiedert mit meist zwei oder drei, selten vier Fiederpaaren und gleich großem Endteilblatt. Die Teilblättchen sind bei einer Länge von meist 6 bis 15 (5 bis 19) Zentimetern sowie einer Breite von 1,5 bis 6, selten bis zu 7 Zentimetern oval-lanzettlich oder lanzettlich und gesägt gekerbt.
Semillas.

### Generative Merkmale
Die Blütezeit reicht in der Schweiz von Mai bis Juli, teilweise bis September. Der traubige Blütenstand überragt die Laubblätter und enthält locker angeordnet 8 bis zu 35 Blüten. Der Blütenstiel ist 1,4 bis 4 Zentimeter lang.
Die zwittrigen Blüten sind vierzählig mit doppelter Blütenhülle. Die vier Blütenkelchblätter sind 6,5 bis 9 Millimeter lang. Die vier Blütenkronblätter sind 14 bis 20, selten bis zu 23 Millimeter lang und meist weiß oder seltener blass-lilafarben. Die äußeren Staubblätter sind 8 bis 9 Millimeter lang, die inneren 10 bis 12 Millimeter.
Der Fruchtstand ist meist 8 bis 15 (6 bis 17) Zentimeter lang. Der Fruchtstiel ist 1,5 bis 6 Zentimeter lang. Die Schoten sind 4 bis 7,5, selten bis zu Zentimeter lang und 3,5 bis 4,5, selten bis zu 5 Millimeter breit. Der Griffel ist selten 2 bis meist 6 bis 12 Millimeter lang. Die braunen und glänzenden Samen weisen eine Länge von 3,5 bis 4 Millimetern sowie einen Durchmesser von 2,8 bis 3 Millimetern auf.
Die Chromosomengrundzahl beträgt x = 8; es liegt Hexaploidie mit einer Chromosomenzahl von 2n = 48 vor.

## Ökologie
Blütenökologisch handelt es sich um Scheibenblumen mit völlig verborgenem Nektar. Die Nektarien befinden sich an der Basis der Staubblätter. Die Blüten sind homogam; die männlichen und weiblichen Blütenorgane sind gleichzeitig fertil. Bestäuber sind Bienen, Hummeln, Wespen, Wollschweber (Bombyliidae) sowie Syrphiden.
Diasporen sind die Samen. Die Ausbreitung der Samen erfolgt durch Autochorie.

## Vorkommen
Die Fieder-Zahnwurz gehört zum westlich präalpinen Florenelement. Es gibt Fundortangaben für Deutschland, die Schweiz, Italien, Frankreich und Spanien. Sie kommt in den Pyrenäen, in Zentral- und Südostfrankreich, in den Südalpen östlich bis zum Monte Baldo, im Schweizer Jura und in den Vogesen vor. In Deutschland gibt es Vorkommen im Kaiserstuhl, im Südschwarzwald und am Hochrhein. Sie fehlt auch innerhalb des Areals in größeren Gebieten, kommt aber an ihren Wuchsorten oft in individuenreichen Beständen vor. Auf den Britischen Inseln ist sie ein Neophyt.
Die Fieder-Zahnwurz braucht nährstoffreichen, meist kalkhaltigen, humosen oder mulldurchsetzten, lockeren, steinigen Lehmboden. Sie besiedelt Buchen- und Tannen-Mischwälder. Sie ist eine Charakterart des Dentario-heptaphylli-Fagetum. Sie steigt kaum zu einer Höhenlage von bis zu 1800 Metern auf.
Die ökologischen Zeigerwerte nach Landolt et al. 2010 sind in der Schweiz: Feuchtezahl F = 3+ (feucht), Lichtzahl L = 2 (schattig), Reaktionszahl R = 4 (neutral bis basisch), Temperaturzahl T = 3 (montan), Nährstoffzahl N = 4 (nährstoffreich), Kontinentalitätszahl K = 2 (subozeanisch).

## Taxonomie
Die Erstveröffentlichung erfolgte 1788 unter dem Namen (Basionym) Dentaria heptaphylla durch Dominique Villars in Histoire des Plantes de Dauphiné, Band 3, S. 364. Den Namen Cardamine heptaphylla (Vill.) O.E.Schulz erhielt sie 1903 durch Otto Eugen Schulz in Botanische Jahrbücher für Systematik, Pflanzengeschichte und Pflanzengeographie, Band 32, S. 371. Weitere Synonyme für Cardamine heptaphylla (Vill.) O.E.Schulz sind: Dentaria heptaphylla (L.) Vill., Dentaria pinnata Lam., Cardamine baldensis Fritsch, Cardamine pinnata (Lam.) W.T.Aiton, Dentaria intermedia Sond., Cardamine baldensis Fritsch, Dentaria pentaphyllos var. heptaphyllos L.

## Nutzung
Die Laubblätter und Blüten können roh oder gegart gegessen werden. Sie besitzen einen kohlartigen Geschmack, der etwas, aber nicht scharf von Rettich hat wenn sie roh gegessen werden – der Geschmack ist wohl etwas besser, wenn sie gegart sind.